# Airuno
Airuno je italská obec v provincii Lecco v oblasti Lombardie.
V roce 2013 zde žilo 2 942 obyvatel.

## Sousední obce
Brivio, Colle Brianza, Olgiate Molgora, Olginate, Valgreghentino

## Vývoj počtu obyvatel
Zdroj: 